# 安吉客运站 (地铁)
安吉客运站是南宁轨道交通2号线与3号线的地铁换乘站，位于中华人民共和国广西壮族自治区南宁市西乡塘区安吉大道与连兴路交叉口地下，2号线站台于2017年12月开通，3号线站台于2019年6月开通。

## 出入口

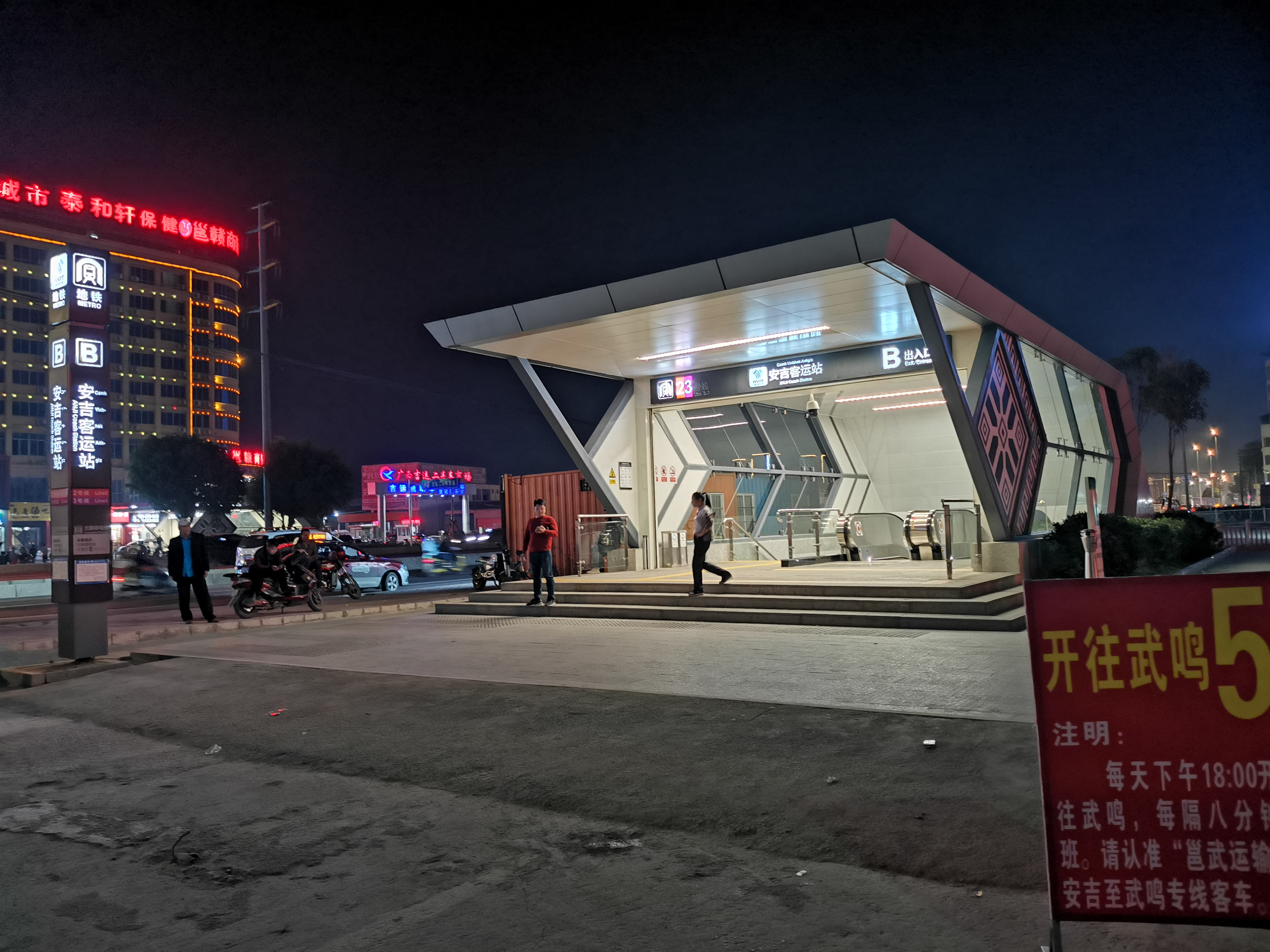
B出口